# Drypetes sherffii
Drypetes sherffii là một loài thực vật có hoa trong họ Putranjivaceae. Loài này được Govaerts & Radcl.-Sm. mô tả khoa học đầu tiên năm 1996.